# دفتر کابینه (ژاپن)
دفتر کابینه (内閣府 Naikaku-fu) (CAO) آژانس هیئت دولت ژاپن است و مسئولیت رسیدگی به امور روزمره هیئت دولت را بر عهده دارد. دفتر کابینه به‌طور رسمی توسط نخست‌وزیر ژاپن اداره می‌شود.

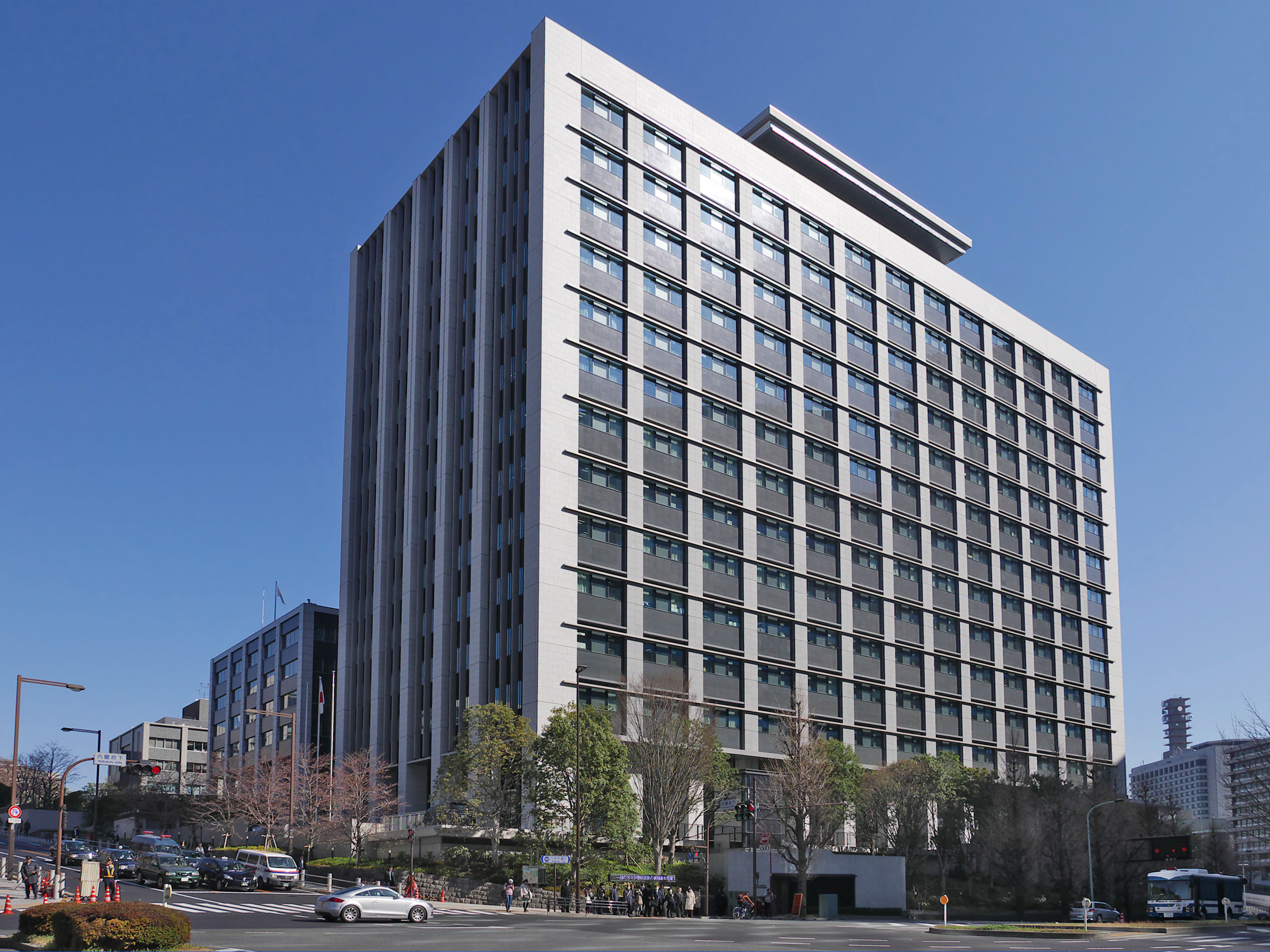
ساختمان شماره ۸ مرکزی دولت (ساختمان دفتر کابینه در سمت چپ)

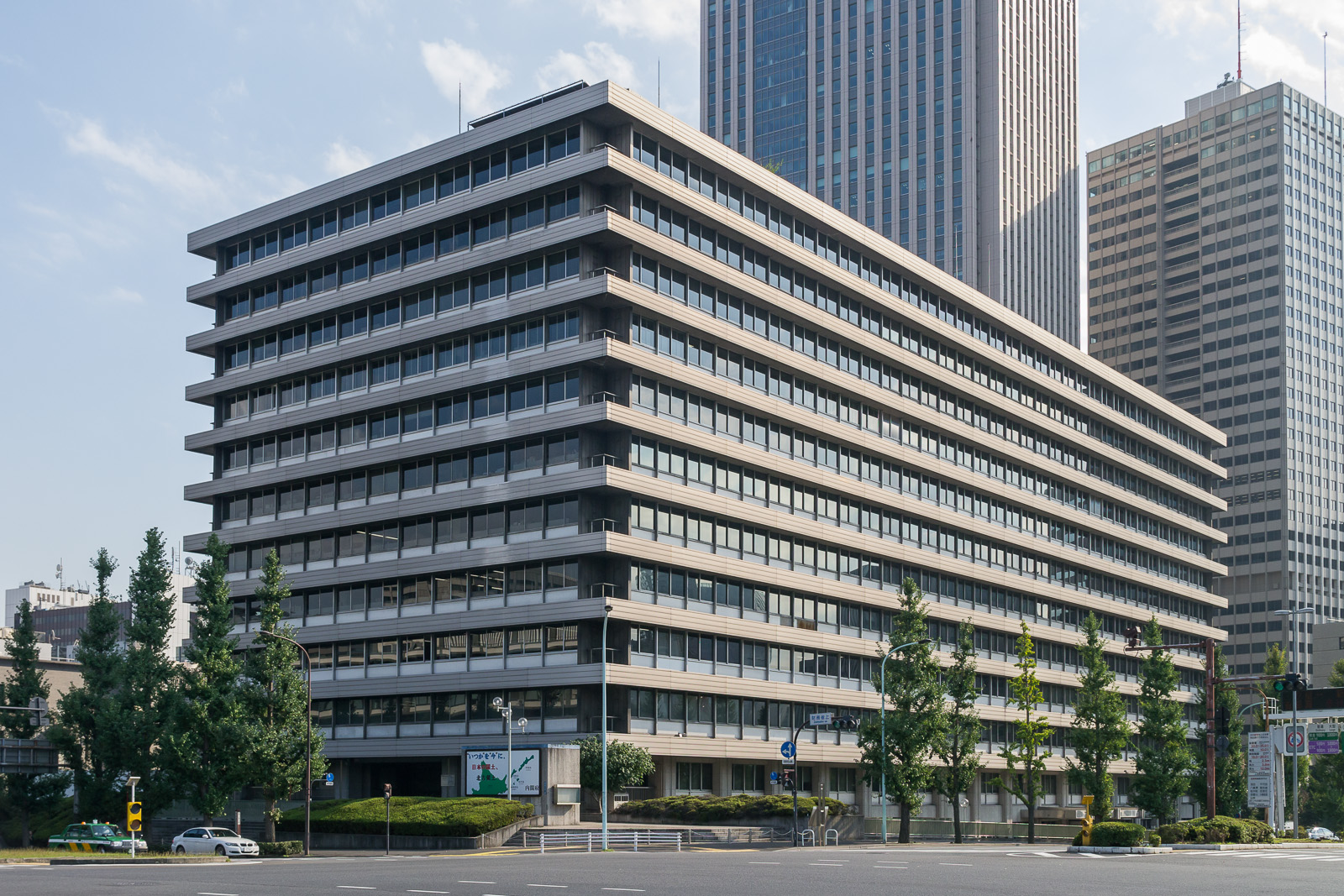
ساختمان شماره ۴ دولت مرکزی که ستاد همکاری بین‌المللی صلح دفتر کابینه در آن واقع شده‌است.

وظیفه دفتر کابینه این است که به هیئت دولت کمک کند تا در مورد سیاست‌های مهم کار کند و مسائل مهم پیش روی ژاپن را به سمت آینده تنظیم کند.

## وزیران
| مقام                               | نام                                        |
| ---------------------------------- | ------------------------------------------ |
| نخست‌وزیر ژاپن                      | یوشیهیده سوگا                              |
| وزیر امور خارجه / دبیر ارشد کابینه | Katsunobu Katō                             |
| وزرای دولت برای مأموریت‌های ویژه    | (see Cabinet of Japan)                     |
| وزرای کشور                         | Taku Otsuka Taira Masaaki Ichiro Miyashita |
| معاونین وزیر پارلمانی              | Kenji Kanda Eriko Imai Takashi Fujiwara    |
| معاون اداری                        | Yamazaki Shigetaka                         |

## تشکیل
دفتر کابینه در پی تشکیل مجدد دولت مرکزی در ۶ ژانویه ۲۰۰۱ تأسیس شد. این دفتر برای کمک به برنامه‌ریزی و هماهنگی کلی سیاست‌های دولت به رهبری کابینه (از جمله دبیرخانه هیئت دولت) ایجاد شده‌است.

## سازمان

### دفاتر
- دبیرخانه وزرا (内閣府大臣官房؟)
  - بخش امور عمومی
  - بخش منابع انسانی
  - بخش حسابداری
  - بخش برنامه‌ریزی و هماهنگی
  - بخش ارزیابی سیاست و روابط عمومی
  - بخش مدیریت اسناد عمومی
  - دفتر روابط عمومی دولت
- ناظر سیاست (مدیریت اقتصادی و مالی)
- ناظر سیاست (سیستم‌های اقتصادی و اجتماعی)
- ناظر سیاست (تحلیل اقتصادی و مالی)
- ناظر سیاست (علم، فناوری و نوآوری)
- ناظر سیاست (پیشگیری از بلایا)
- ناظر سیاست (پیشگیری از بلایای هسته ای)
- ناظر سیاست (مسئول سیاست اوکیناوا)
- ناظر سیاست (سیاست اجتماعی همزیستی)
- دفتر جوایز
  - بخش امور عمومی
- دفتر برابری جنسیتی
  - بخش امور عمومی
  - بخش تحقیقات
  - بخش ارتقا
- دفتر ارتقا اوکیناوا
  - بخش امور عمومی

### شوراها
- شورای سیاست‌های اقتصادی و مالی
- شورای سیاستگذاری علوم، فناوری و نوآوری
- شورای مناطق ویژه استراتژیک ملی
- شورای مدیریت حوادث مرکزی
- شورای برابری جنسیتی

### کمیته‌ها
- کمیته سیاست ملی فضایی
- کمیته ارتقا استفاده از وجوه خصوصی
- شورای تحقیقات و توسعه پزشکی ژاپن
- کمیته ایمنی مواد غذایی
- شورای نگهداری از کودکان و کودکان
- شورای استفاده از سپرده‌های خوابیده
- کمیته مدیریت اسناد رسمی
- کمیته افراد معلول
- کمیسیون انرژی اتمی
- کمیته تحقیقات سیستم محلی
- شورای نظام انتخابات
- شورای تقسیم انتخابات مجلس نمایندگان
- شورای جابجایی رژیم ملی
- کمیته صدور گواهینامه منافع عمومی
- کمیته نظارت بر بازنشستگی
- کمیته آزمون کمک هزینه بازنشستگی
- کمیسیون مصرف‌کننده
- شورای ارتقا اوکیناوا
- شورای ارتقا اصلاحات نظارتی
- کمیته تحقیقات مالیاتی

### موسسات
- مؤسسه تحقیقات اقتصادی و اجتماعی
- قصر آکاساکا

### موسسات ویژه
- دفتر ترویج احیا منطقه ای
- دبیرخانه ارتقا استراتژی مالکیت معنوی
- دبیرخانه سیاست ملی فضایی
- اداره امور سرزمینهای شمالی
- اداره کودکان و مراقبت از کودکان
- دبیرخانه سیاست ملی اقیانوس
- شورای پاسخگویی به بحران مالی
- شورای ارتقا مشاغل استفاده از صندوق‌های خصوصی
- ستاد حمایت از توسعه کودکان و جوانان
- کاهش شورای مقابله با اقدامات انجمن تولد
- شورای اقدامات جامعه پیری
- شورای مرکزی اقدامات ایمنی ترافیک
- شورای ارتقا قربانیان جرم
- اقدامات مقابله با فقر برای شورای کودکان
- شورای سیاست گذاری مصرف‌کننده
- ستاد همکاری بین‌المللی صلح
- شورای علمی ژاپن
- مرکز تبادل منابع انسانی دولتی و خصوصی
- شورای انرژی هسته ای

### دفاتر شعبه محلی
- دبیرخانه عمومی اوکیناوا (沖縄総合事務局؟)

### دفاتر خارجی
- کمیسیون ملی ایمنی عمومی
  -  آژانس پلیس ملی
- آژانس امور مصرف‌کنندگان
- آژانس خدمات مالی
- کمیسیون تجارت عادلانه
- کمیسیون ایمنی غذا
- کمیسیون حفاظت از اطلاعات شخصی
- آژانس خانگی امپراتوری